# النا کورنارو پیسکوپیا
النا کورنارو پیسکوپیا (انگلیسی: Elena Cornaro Piscopia؛ ۵ ژوئن ۱۶۴۶ – ۲۶ ژوئیهٔ ۱۶۸۴) یک فیلسوف اهل ونیز بود. وی نخستین زنی است که مدرک علمی دکتری پی‌اچ‌دی در رشته فلسفه (سال ۱۶۷۸) را کسب نموده است.